# Rotala fontinalis
Rotala fontinalis là một loài thực vật có hoa trong họ Lythraceae. Loài này được Hiern miêu tả khoa học đầu tiên năm 1871.